# ربيحة الرفاعي
ربيحة الرفاعي أديبة وشاعرة أردنية الجنسية، من أصل فلسطيني ذات عطاء شعري مميز، برعت في الشعر العامودي، ولها قصائد جميلة في شعر التفعيلة، لكنها فضلت الميل إلى الشعر العربي الأصيل والقصائد التي تلزم أطر بحور الشعر العربية. هي من كتّاب القصة القصيرة ولها كتابات نثرية مميزة، غير أن عطاءها الشعري كان دائما أبرز وأكثر عمقا. واهتمت بالعمل الثقافي والنهضوي. وتشغل منصب نائب رئيس الاتحاد العالمي للإبداع الفكري والأدبي. حصلت على جائزة رابطة الكتاب الأردنيين للأدباء من غير الأعضاء عن مشاركتها في مجال القصة القصيرة. ولها حضور هادىء في المواقع الأدبية على الإنترنت.

## إنجازاتها الأدبية
- صدر لها ديوان شعر بعنوان وجع الغياب
- صدر لها كتاب «أنسام وعواصف» بالاشتراك مع الكاتبة كاملة بدارنة
- شاركت في إصدار مشترك لمجموعة شعرية بعنوان «سنابل الواحة»
- شاركت في إصدار مشترك لمجموعة قصصية بعنوان «خمائل الواحة»
- نشرت لها العديد من القصائد والقصص والمقالات الاجتماعية في الصحف العربية والمجلات المحكمة.
- كتبت في عدد من الصحف أردنية والمجلات الخليجية قبل أن تنسحب من العمل الصحفي وتتفرغ للكتابة الأدبية.

## نشاطاتها
عملت في الكتابة الصحفية خلال عقدي الثمانينات والتسعينات، وكانت لها نشاطات مختلفة في قضايا المرأة وشؤون التوعية النسوية.
تركز عملها في الحقل الصحفي بالتحقيقات الصحفية في القضايا الاجتماعية والإنسانية وامتازت كتاباتها بالجدية والالتزام وشاركت في العديد من ورش العمل التنموية والتدريبية.